# Willi Schröder
Willi Schröder (28 dicembre 1928 – 20 ottobre 1999) è stato un calciatore tedesco, di ruolo attaccante.

## Palmarès

### Club

#### Competizioni nazionali
- Coppa di Germania: 1

Werder Brema: 1960-1961